# Daresay
Daresay, tidigare Screen Interaction, är en digitalbyrå grundad av fyra studenter på Umeå universitet 2008. Byrån har två gånger utsetts till DI Gasell av Dagens Industri och dess produkter har vunnit flera utmärkelser. Sedan 2014 är Pernilla Dahlman byråns verkställande direktör.
En app framtagen i samarbete med Länsförsäkringar tilldelades 2017 Red dot award inom kategorin appar och finans, liksom ett antal vinster i svenska tävlingen Web Service Award. Byrån har två gånger vunnit Red dot award för appar framtagna med Clas Ohlson, först 2018 och sedan 2019.